# 1879 en Grèce
Chronologie de la Grèce
- 1875
- 1876
- 1877
- 1878
- 1879
- 1880
- 1881
- 1882
- 1883

Cette page concerne les évènements survenus en 1879 en Grèce  :

## Évènement
- avril : Recensement de la Grèce
- 23 septembre : Élections législatives

## Création
- Alpha Bank

## Naissance
- Iríni Dendrinoú, poétesse.
- Démétrios Galanis, peintre et graveur.
- Geórgios Kondýlis, militaire et personnalité politique.
- Efthýmios Tsimikális (el), militaire.

## Décès
- Epaminóndas Deligeórgis, journaliste et personnalité politique.
- Nikólaos Dragoúmis, écrivain.
- Léon Melás (el), personnalité politique et écrivain.
- Aristotelis Valaoritis, personnalité politique et poète.